# Destiny (álbum de Jacksons)
Destiny é o décimo terceiro álbum de estúdio lançado pela grupo americano The Jacksons/The Jackson 5, em 1978, pela Epic Records. O disco vendeu mais de dois milhões de cópias em todo o mundo. O álbum marcou a primeira vez na carreira da banda em que eles tiveram o controle artístico total, e foi também o primeiro álbum produzido pelos irmãos.

## História
A banda havia deixado a Motown, em 1975, com exceção de Jermaine Jackson, que tinha ficado com a Motown, após ele se casar com a filha do dono da gravadora Berry Gordy, Hazel Gordy e tiveram dois filhos juntos chamado La Jaune Jermaine Jackson, Jr. (nascido em 27 de janeiro de 1977, na Califórnia) e Autumn Joy Jackson (nascido em 10 de julho de 1978).
Como muitos dos atos que haviam deixado Motown, os Jacksons tiveram de aceitar a possibilidade de que eles não teriam o mesmo nível de sucesso que tiveram enquanto eles estavam na Motown. O primeiro single "Blame It on the Boogie", foi escrito por Mick Jackson, um escritor Inglês, que teve sua própria versão da canção nas paradas britânicas ao mesmo tempo, mas foi versão dos irmãos, no entanto, que foi a mais bem sucedida e, portanto mais conhecida.

### Lançamento e Recepção
| Críticas profissionais | Críticas profissionais |
| Avaliações da crítica  | Avaliações da crítica  |
| Fonte                  | Avaliação              |
| ---------------------- | ---------------------- |
| allmusic               | [ 2 ]                  |

Lançado em 17 de dezembro de 1978, Destiny restabeleceu-los como um grupo de top-selling. O sucesso do álbum foi largamente baseada no segundo single do álbum "Shake Your Body (Down to the Ground)", que se tornou um Top 10  na Primavera de 1979. O single, "Blame It on the Boogie, também foi lançado. O álbum finalmente chegou ao número onze na Billboard Pop Albums e número três na parada Billboard Black Albums.

## Faixas
| N.º | Título                                                         | Compositor(es)                           | Duração |  |
| 1.  | "Blame It on the Boogie"                                       | Mick Jackson, David Jackson, Elmar Krohn | 03:36   |  |
| 2.  | "Push Me Away"                                                 | The Jacksons                             | 04:19   |  |
| 3.  | "Things I Do For You"                                          | The Jacksons                             | 04:05   |  |
| 4.  | "Shake Your Body (Down to the Ground)"                         | Michael Jackson e Randy Jackson          | 08:00   |  |
| 5.  | "Destiny"                                                      | The Jacksons                             | 04:55   |  |
| 6.  | "Bless Your Soul"                                              | The Jacksons                             | 04:57   |  |
| 7.  | "All Night Dancin'"                                            | Michael Jackson, Randy Jackson           | 06:11   |  |
| 8.  | "That's What You Get (For Being Polite)"                       | Michael Jackson, Randy Jackson           | 04:57   |  |
| 9.  | "Blame It on the Boogie (John Luongo Disco Mix)"               | Mick Jackson, David Jackson, Elmar Krohn | 6:59    |  |
| 10. | "Shake Your Body (Down to the Ground) (John Luongo Disco Mix)" | Michael Jackson, Randy Jackson           | 7:38    |  |